# إيلا راي سميث
إيلا راي سميث (بالإنجليزية: Ella-Rae Smith) هي ممثلة وعارضة أزياء إنجليزية ولدت في يوم 21 فبراير 1998 في مدينة بريستول. بدأت في عرض الأزياء في 2014. وفي 2015 بدأت في التمثيل.

## روابط خارجية
- إيلا راي سميث على موقع IMDb (الإنجليزية)
- إيلا راي سميث على موقع قاعدة بيانات الفيلم (الإنجليزية)